# 自衛隊青森地方協力本部
自衛隊青森地方協力本部（じえいたいあおもりちほうきょうりょくほんぶ、Aomori Provincial Cooperation Office）は、青森県青森市長島1丁目3-5青森第二合同庁舎2階に所在する、自衛隊地方協力本部のひとつである。陸・海・空自衛隊共同の機関だが、通常は陸上自衛隊の東北方面総監の指揮監督下にある。管轄する地域における防衛省・自衛隊の総合窓口として青森県管内で活動する。

## 沿革
自衛隊青森地方連絡部
- 1956年（昭和31年）8月1日：自衛隊青森地方連絡部が編成される[2]。

自衛隊青森地方協力本部
- 2006年（平成18年）7月31日：自衛隊青森地方協力本部に改編される。

## 出先機関
- 青森募集案内所　担当地区：青森市、平内町、外ヶ浜町、今別町、蓬田村
- 弘前地域事務所　担当地区：弘前市、平川市、黒石市、藤崎町、大鰐町、西目屋村
- 五所川原地域事務所　担当地区：五所川原市、つがる市、中泊町、鶴田町、板柳町、深浦町、鰺ヶ沢町
- 八戸地域事務所　担当地区：八戸市、階上町、五戸町、南部町、三戸町、田子町、新郷村
- 三沢募集案内所　担当地区：三沢市、十和田市、六戸町、七戸町、東北町、野辺地町、おいらせ町、六ヶ所村
- むつ地域事務所　担当地区：むつ市、横浜町、大間町、東通村、佐井村、風間浦村

## 主要幹部
| 官職名                   | 階級    | 氏名     | 補職発令日     | 前職                             |
| ------------------------ | ------- | -------- | -------------- | -------------------------------- |
| 自衛隊青森地方協力本部長 | 1等空佐 | 岡村正彦 | 2024年08月01日 | 西部航空警戒管制団基地業務群司令 |

| 代 | 階級    | 氏名         | 在職期間                                                    | 出身校・期                | 前職                                               | 後職                                                        |
| -- | ------- | ------------ | ----------------------------------------------------------- | ------------------------- | -------------------------------------------------- | ----------------------------------------------------------- |
| 01 | 2等陸佐 | 青山基三     | 1956年08月01日 - 1958年07月31日                             | 中央大学 昭和17年卒       |                                                    | 陸上幕僚監部第5部勤務                                       |
| 02 | 2等陸佐 | 高橋芳雄     | 1958年08月01日 - 1961年12月15日 ※1961年07月01日 1等陸佐昇任 | 東京帝国大学 昭和13年卒   | 第5普通科連隊 （2等陸佐）                          | 第1教育連隊長                                               |
| 03 | 2等海佐 | 石神昌威     | 1961年12月16日 - 1963年07月31日                             | 海兵67期                  | 海上自衛隊幹部学校教官                             | 海上自衛隊幹部学校教官                                      |
| 04 | 2等海佐 | 小川左右民   | 1963年08月01日 - 1964年09月30日                             | 海兵65期                  | 横須賀地方総監部総務室長                           | 自衛隊千葉地方連絡部長                                      |
| 05 | 2等海佐 | 原田周三     | 1964年10月01日 - 1967年07月15日                             | 海機48期                  | 海上自衛隊第3術科学校航空教官                      | 呉地方総監部付                                              |
| 06 | 1等海佐 | 相馬清士     | 1967年07月16日 - 1969年01月15日                             | 海兵65期                  | 函館基地隊司令                                     | 函館基地隊付 →1969年7月8日 停年退官                         |
| 07 | 1等海佐 | 鈴木井       | 1969年01月16日 - 1970年10月15日                             | 海兵69期                  | 舞鶴警備隊司令                                     | 横須賀教育隊司令                                            |
| 08 | 1等海佐 | 北村光顕     | 1970年10月16日 - 1972年03月15日                             | 法政大学                  | 海上幕僚監部厚生課厚生班長                         | 呉地方総監部付 →1972年7月1日 退職                           |
| 09 | 1等海佐 | 橘正道       | 1972年03月16日 - 1973年12月15日                             | 早稲田大学・ 17期幹講     | 自衛隊東京地方連絡部勤務                           | 海上自衛隊東京業務隊司令                                    |
| 10 | 1等海佐 | 原統一       | 1973年12月16日 - 1975年11月30日                             | 中央大専・ 予学4期        | かとり艦長                                         | 海上自衛隊東京業務隊付 →1976年2月6日 停年退官（海将補昇任） |
| 11 | 1等海佐 | 藤尾良邦     | 1975年12月01日 - 1978年03月15日                             | 高船（機） 昭和20年卒     | 海上自衛隊第2術科学校教育第2部長                   | 防衛大学校教授                                              |
| 12 | 1等海佐 | 佐藤実       | 1978年03月16日 - 1980年03月16日                             | 清高船（機） 昭和24年卒   | 海上自衛隊第2術科学校学生隊長 兼 学生隊第1学生隊長 | 海上自衛隊第2術科学校副校長                                 |
| 13 | 1等空佐 | 江原雅美     | 1980年03月17日 - 1982年03月15日                             | 明治大学 昭和32年卒       | 航空自衛隊幹部学校勤務                             | 航空自衛隊幹部学校勤務                                      |
| 14 | 1等海佐 | 一ノ瀬朝三郎 | 1982年03月16日 - 1984年07月31日                             | 防大2期                   | 第2航空群司令部幕僚                                | 航空集団司令部付 →1984年12月3日 徳島教育航空群司令          |
| 15 | 1等空佐 | 菅沼憲彦     | 1984年08月01日 - 1986年03月16日                             | 防大5期                   | 航空幕僚監部装備部装備課輸送室長                   | 航空幕僚監部監理部総務課長                                  |
| 16 | 1等陸佐 | 瀬山博英     | 1986年03月17日 - 1988年03月15日                             | 防大5期                   | 陸上幕僚監部人事部警務課警務班長                   | 警務隊副隊長                                                |
| 17 | 1等空佐 | 別府芳       | 1988年03月16日 - 1990年03月15日                             | 防大7期                   | 航空幕僚監部監理部総務課広報室長                   | 航空自衛隊幹部学校勤務                                      |
| 18 | 1等海佐 | 森田光彦     | 1990年03月16日 - 1992年03月22日                             | 防大7期                   | 大湊地方総監部管理部長                             | 下関基地隊司令                                              |
| 19 | 1等海佐 | 経田勇       | 1992年03月23日 - 1994年03月22日                             | 防大12期                  | 第42護衛隊司令                                     | 海上幕僚監部調査部調査第1課長                               |
| 20 | 1等海佐 | 河邊博       | 1994年03月23日 - 1996年03月31日                             | 防大13期                  | 自衛艦隊司令部後方主任幕僚                         | 海上自衛隊幹部学校主任教官                                  |
| 21 | 1等海佐 | 元村隆吉     | 1996年04月01日 - 1998年07月31日                             | 防大14期                  | 第33護衛隊司令                                     | 海上自衛隊幹部学校研究部 主住研究開発官                     |
| 22 | 1等空佐 | 叶邦臣       | 1998年08月01日 - 2000年07月31日                             | 防大16期                  | 第12飛行教育団副司令                               | 中部航空方面隊司令部監察官                                  |
| 23 | 1等海佐 | 池田栄男     | 2000年08月01日 - 2002年07月31日                             | 防大17期                  | 第31整備補給隊司令                                 | 海上幕僚監部人事教育部 援護業務課長                         |
| 24 | 1等空佐 | 西野哲       | 2002年08月01日 - 2005年03月31日                             | 防大22期                  | 航空幕僚監部調査部調査課 情報保全室長              | 航空幕僚監部総務部総務課広報室長                            |
| 25 | 1等海佐 | 鈴木修       | 2005年04月01日 - 2006年12月05日                             | 茨城大学・ 27期幹候       | 海上自衛隊補給本部艦船部長                         | 装備施設本部大阪支部副支部長                                |
| 26 | 1等空佐 | 石田隆久     | 2006年12月06日 - 2008年11月30日                             | 九州学院大学・ 昭和54年卒 | 航空幕僚監部装備部装備課調達室 調達計画班長        | 航空幕僚監部装備部装備課調達室長                            |
| 27 | 1等海佐 | 竹本三保     | 2008年12月01日 - 2011年04月14日                             | 奈良女子大学・ 30期幹候   | 呉システム通信隊司令                               | 中央システム通信隊司令                                      |
| 28 | 1等空佐 | 増田友晴     | 2011年04月15日 - 2013年03月31日                             | 防大33期                  | 航空幕僚監部人事教育部人事計画課 制度班長          | 航空幕僚監部総務部総務課 総務調整官                         |
| 29 | 1等海佐 | 池田徳重     | 2013年04月01日 - 2015年03月31日                             | 防大28期                  | 第4護衛隊司令                                      | 呉地方総監部防衛部勤務                                      |
| 30 | 1等空佐 | 島津貴治     | 2015年04月01日 - 2017年03月30日                             | 中央大学・ 78期幹候       | 中部航空警戒管制団基地業務群司令                   | 第1航空団副司令                                             |
| 31 | 1等海佐 | 田中佳行     | 2017年03月31日 - 2019年03月30日                             | 防大36期                  | 第21整備補給隊司令                                 | 下総教育航空群司令部勤務 →2019年4月1日 下総航空基地隊司令   |
| 32 | 1等空佐 | 木村政和     | 2019年03月31日 - 2021年12月21日                             | 防大39期                  | 航空幕僚監部総務部会計課予算班長                   | 航空幕僚監部総務部会計課長                                  |
| 33 | 1等空佐 | 川島寛人     | 2021年12月22日 - 2023年03月30日                             | 防大40期                  | 第3航空団基地業務群司令                            | 航空自衛隊幹部学校教育部主任教官 兼 航空自衛隊幹部学校勤務  |
| 34 | 1等海佐 | 渡邉雄一     | 2023年03月31日 - 2024年07月31日                             | 防大36期                  | 呉教育隊司令                                       | 佐世保地方総監部防衛部長                                    |
| 35 | 1等空佐 | 岡村正彦     | 2024年08月01日 -                                            | 玉川大学・ 84期幹候       | 西部航空警戒管制団基地業務群司令                   |                                                             |